# بلومينغ غروف (ويسكونسن)
بلومينغ غروف (بالإنجليزية: Blooming Grove, Wisconsin)‏ هي بلدة تقع بولاية ويسكونسن في الولايات المتحدة. تبلغ مساحتها 23.5 (كم²)، وترتفع عن سطح البحر 266 م، بلغ عدد سكانها 1768 نسمة في عام 2000 حسب إحصاء مكتب تعداد الولايات المتحدة وتصل الكثافة السكانية فيها 91 نسمة/كم2.

## وصلات خارجية
- The US50 - Cities and Towns in Wisconsin State
- Wisconsin Cities and Towns, Facts, Map, Flag, Colleges, Government, and More